# Berardius minimus
Berardius minimus is een zoogdier uit de familie van de spitssnuitdolfijnen (Ziphiidae). De wetenschappelijke naam van de soort werd voor het eerst geldig gepubliceerd door Yamada et al. in 2019.

## Voorkomen
De soort komt voor in de noordelijke Stille Oceaan, maar is tot op heden alleen aangetroffen in Japan en Alaska.